# HMS Newcastle (C76)
HMS Newcastle (C76) là một tàu tuần dương hạng nhẹ của Hải quân Hoàng gia Anh Quốc thuộc lớp Town (1936), từng phục vụ trong Chiến tranh Thế giới thứ hai và Chiến tranh Triều Tiên, trước khi được cho ngừng hoạt động và tháo dỡ vào năm 1959.

## Thiết kế và chế tạo
Lớp tàu tuần dương Town bao gồm 10 chiếc được Hải quân Anh chế tạo trước Thế Chiến II, được thiết kế nhằm tuân thủ những hạn chế đặt ra bởi Hiệp ước Hải quân London năm 1930, có trọng lượng choán nước 11.930 tấn và tốc độ tối đa 32 knot (59 km/h). Chúng được trang bị dàn pháo chính 152 mm (6 inch); bao gồm ba lớp phụ riêng biệt, trong đó Newcastle thuộc về lớp phụ đầu tiên Southampton. Nó được đặt lườn tại xưởng đóng tàu của hãng Vickers Armstrong vào ngày 4 tháng 10 năm 1934, được hạ thủy vào ngày 23 tháng 1 năm 1936 bởi Helen Percy, Nữ công tước Northumberland và được đưa ra hoạt động vào ngày 5 tháng 3 năm 1937

## Lịch sử hoạt động

### Chiến tranh Thế giới thứ hai
Newcastle thoạt tiên được phân về Hải đội Tuần dương 2, và đang được tái trang bị khi Chiến tranh Thế giới thứ hai nổ ra. Sau khi hoàn tất, nó gia nhập Hải đội Tuần dương 18 trong thành phần Hạm đội Nhà vào giữa tháng 9 năm 1939, ban đầu với nhiệm vụ bảo vệ các tuyến đường biển thương mại, rồi sau đó tuần tra trong khu vực Bắc Hải.
Vào giai đoạn mở màn của Chiến tranh Thế giới thứ hai, Newcastle đã đối đầu và gây hư hại cho hai tàu khu trục Đức ngoài khơi Brest. Trong giai đoạn này Newcastle cũng lập một kỷ lục khi ở liên tục ngoài biển trong 126 ngày. Vào ngày 23 tháng 11 năm 1940, Newcastle đụng độ với các thiết giáp hạm hạng nhẹ (hoặc tàu chiến-tuần dương) Đức Scharnhorst và Gneisenau, nhưng chúng đã biến mất trong tầm nhìn kém của thời tiết xấu trước khi các tàu chiến khác kịp đến hỗ trợ.
Newcastle tham gia vào hoạt động không kết quả của Phó Đô đốc James Somerville chống lại Hạm đội Ý trong Trận chiến mũi Spartivento. Sau các hoạt động phong tỏa tàu buôn đối phương tại Nam Đại Tây Dương, nó được gửi sang phía Đông và được bố trí đến Địa Trung Hải trong thành phần Chiến dịch Vigorous từ Alexandria đến Malta vào tháng 6 năm 1942. Bốn ngày sau khi rời Alexandria, Newcastle trúng phải ngư lôi phóng từ một chiếc E-boat, làm thủng một lỗ hổng lớn trước mũi. Nỗ lực của thủy thủ đoàn đã cứu được con tàu, vốn có thể lếch được trở về Alexandria với tốc độ 4 knot, nơi không có được những phương tiện để sửa chữa hoàn chỉnh. Nó được bổ sung một vách ngăn bằng gỗ gia cố bởi bê-tông ngay phía sau lỗ thủng, một biện pháp tạm thời thường xuyên đòi hỏi phải thay thế tại các cảng biển dọc đường ở Ấn Độ, Ceylon, Nam Phi và Brasil, để cuối cùng đi đến Xưởng hải quân Brooklyn, New York vào cuối tháng 10, nơi một mũi tàu mới được chế tạo trong mười tuần lễ tiếp theo sau.
Từ New York, Newcastle lên đường đi Plymouth trước khi gia nhập Hạm đội Viễn Đông tại Ceylon (nay là Sri Lanka), và hoạt động như là soái hạm của Hải đội Tuần dương 4. Newcastle từng tham gia bắn phá nhiều vị trí trên các đảo do quân đội Đế quốc Nhật Bản chiếm đóng, và đã hỗ trợ cho Tập đoàn quân 14 Anh Quốc trong các chiến dịch tại Miến Điện.

### Chiến tranh Triều Tiên và sau đó

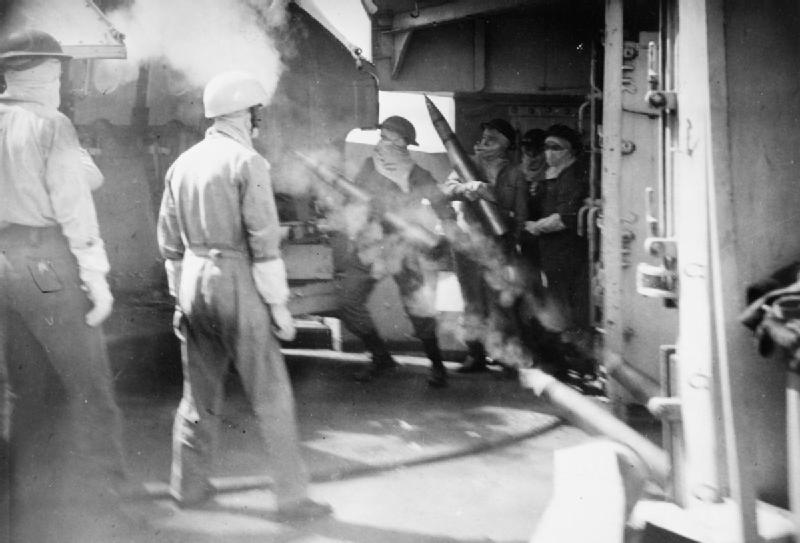
Một trong các khẩu pháo 4 inch của HMS Newcastle đang đối đầu với các khẩu đội pháo Bắc Triều Tiên

Sau chiến tranh, chiếc tàu tuần dương được đại tu vào năm 1952 và đã tham gia Chiến tranh Triều Tiên, hoạt động như là soái hạm, và đã bắn pháo hỗ trợ cho lực lượng Liên Hợp Quốc. Nó còn can thiệp vào Tình trạng khẩn cấp Malaya vào cuối những năm 1950.
Newcastle được cho ngừng hoạt động năm 1958 và tháo dỡ vào năm 1959.